# Superstition (Siouxsie and the Banshees)
| Recensione   | Giudizio       |
| ------------ | -------------- |
| AllMusic     |                |
| Melody Maker | molto positivo |
| Q            |                |

Superstition è il decimo album in studio del gruppo musicale inglese Siouxsie and the Banshees, pubblicato nel 1991 dalla Polydor Records.

## Il disco
Contrariamente alle loro abitudini, i Banshees per questo album non si occuparono della produzione, ma la affidarono a Stephen Hague, celebre produttore il quale aveva collaborato con grossi nomi quali Pet Shop Boys, Pere Ubu, Erasure e New Order. Ma nelle successive interviste dichiararono di non essere stati soddisfatti del suo lavoro specialmente dalla produzione basata sul computer, in quanto il massiccio intervento di Hague in fase di arrangiamento aveva prodotto un sound troppo levigato e pop; neppure i fan amarono molto questo disco e i Banshees torneranno, con il successivo The Rapture del 1995, a un suono più rock.
La band ha poi trascorso due mesi in viaggio negli Stati Uniti, da luglio ad agosto, come secondo gruppo principale del festival inaugurale di Lollapalooza. L'ultima data ha avuto luogo a Seattle il 31 agosto. Due settimane dopo, l'album ha raggiunto la sua posizione più alta al n° 65 nella Billboard 200 la settimana del 14 settembre; È rimasto il loro album più venduto negli Stati Uniti, con 358 000 copie vendute; trascorse 21 settimane in quella classifica. Nel Regno Unito raggiunse il 25º posto in classifica. I tre singoli estratti furono Kiss Them for Me (pubblicato il 13 maggio 1991, raggiunse il 32º posto delle classifiche dei singoli inglesi e il 23º posto della Billboard Hot 100 statunitense), Shadowtime (pubblicato il 5 luglio 1991, 57º posto) e Fear (of the Unknown) (pubblicato solo per il mercato statunitense il 10 gennaio 1992, il 12º posto).

## Tracce
Testi di Siouxsie Sioux, musiche di Siouxsie and the Banshees, eccetto ove diversamente specificato.
Versione originale
1. Kiss Them for Me – 4:37
2. Fear (of the Unknown) – 4:10
3. Cry – 3:33
4. Drifter – 4:43
5. Little Sister – 3:21 (testo: Severin)
6. Shadowtime – 4:28 (testo: Severin)
7. Silly Thing – 4:41
8. Got to Get Up – 3:17
9. Silver Waterfalls – 4:24 (testo: Budgie)
10. Softly – 6:00
11. The Ghost in You – 5:03 (testo: Severin)

Tracce bonus nell'edizione 2014
1. Face to Face (7" Version) – 4:26 (musica: Elfman, Siouxsie and the Banshees)
2. Kiss Them for Me (Snapper Mix) – 6:25
3. Kiss Them for Me (Kathak Mix #1) – 8:56

## Curiosità
- Il singolo Kiss Them For Me è ispirato alla tragica fine dell'attrice statunitense Jayne Mansfield, celebre pin-up degli anni cinquanta, morta in un incidente stradale il 29 giugno 1967, a 34 anni.
- L'album vede la partecipazione come strumentista di Talvin Singh, in seguito leader del gruppo Cornershop, arrivati al successo nel 1997 con il singolo Brimful of Asha. Singh suona qui strumenti di origine indiana come tabla, tavil e il taal nei brani Kiss Them for Me e Silver Waterfalls.
- L'album è stato ripubblicato nel 2014 in versione remasterizzata con tre tracce bonus che includono Face to Face composto dal gruppo con Danny Elfman, parte della colonna sonora del film Batman Returns del 1992.

## Formazione

### Siouxsie and the Banshees
- Siouxsie Sioux – voce
- Jon Klein – chitarra
- Steven Severin – basso, tastiere
- Martin McCarrick – tastiere, violoncello, dulcimer
- Budgie – batteria, percussioni, tastiere

### Altri musicisti
- Talvin Singh – tabla, tavil, taal

### Produzione
- Stephen Hague – produzione
- Mike "Spike" Drake – ingegnere del suono
- Nigel Godrich – assistente ingegnere del suono
- Will O'Sullivan – assistente ingegnere del suono
- Abdul Kroz-Dressah – assistente ingegnere del suono

## Classifiche
| Classifica (1991) | Posizione massima |
| ----------------- | ----------------- |
| Regno Unito       | 25                |
| Stati Uniti       | 65                |